# Leucicorus lusciosus
Leucicorus lusciosus är en fiskart som beskrevs av Garman, 1899. Leucicorus lusciosus ingår i släktet Leucicorus och familjen Ophidiidae. Inga underarter finns listade i Catalogue of Life.